# Santa Marta (Chiriquí)
Santa Marta es un corregimiento del distrito de Bugaba en la Provincia de Chiriquí, Panamá. Cuenta con una población de 3.679 habitantes (2010).